# 越南裔烏克蘭人
越南裔烏克蘭人是指居住在烏克蘭的越南裔居民。

## 語言
2001年普查的越南裔烏克蘭人的母語情況：
- 越南語 3641人（94.6%）
- 俄語 164人（4.3%）
- 烏克蘭語 29人（0.8%）
- 其他 10人（0.3%）